# 劳伦斯·D·赫斯特
劳伦斯·D·赫斯特（英語：Laurence Daniel Hurst，1965年1月6日—）是一位英国遗传学家和进化生物学家，巴斯大學教授，2015年当选英国皇家学会会士。